# Cernuella lampedusae
Cernuella lampedusae е вид охлюв от семейство Hygromiidae. Видът е почти застрашен от изчезване.

## Разпространение
Разпространен е в Италия (Сицилия).